# جيم توماس (كاتب)
جيم توماس (بالإنجليزية: Jim Thomas)‏ هو كاتب سيناريو أمريكي، ولد في القرن العشرين في نيدلز في الولايات المتحدة.

## وصلات خارجية
- جيم توماس على موقع IMDb (الإنجليزية)
- جيم توماس على موقع ألو سيني (الفرنسية)
- جيم توماس على موقع أول موفي (الإنجليزية)
- جيم توماس على موقع قاعدة بيانات الأفلام السويدية (السويدية)
- جيم توماس على موقع قاعدة بيانات الفيلم (الإنجليزية)
- جيم توماس على موقع كينوبويسك (الروسية)